# Ліннвілл (Індіана)
Ліннвілл (англ. Lynnville) — місто (англ. town) в США, в окрузі Воррік штату Індіана. Населення — 830 осіб (2020).

## Географія
Ліннвілл розташований за координатами 38°11′49″ пн. ш. 87°18′55″ зх. д. / 38.19694° пн. ш. 87.31528° зх. д. (38.196879, -87.315335).  За даними Бюро перепису населення США в 2010 році місто мало площу 5,12 км², з яких 4,51 км² — суходіл та 0,61 км² — водойми.

## Демографія
Згідно з переписом 2010 року, у місті мешкало 888 осіб у 352 домогосподарствах у складі 239 родин. Густота населення становила 173 особи/км².  Було 396 помешкань (77/км²).
Расовий склад населення:
| - 98,9 % — білих - 0,2 % — корінних американців - 0,1 % — чорних або афроамериканців |

До двох чи більше рас належало 0,8 %. Частка іспаномовних становила 0,8 % від усіх жителів.
За віковим діапазоном населення розподілялося таким чином: 24,5 % — особи молодші 18 років, 62,3 % — особи у віці 18—64 років, 13,2 % — особи у віці 65 років та старші. Медіана віку мешканця становила 38,9 року. На 100 осіб жіночої статі у місті припадало 108,5 чоловіків;  на 100 жінок у віці від 18 років та старших — 103,6 чоловіків також старших 18 років.
Середній дохід на одне домашнє господарство  становив 67 916 доларів США (медіана — 57 639), а середній дохід на одну сім'ю — 77 947 доларів (медіана — 68 333). Медіана доходів становила 57 386 доларів для чоловіків та 32 361 долар для жінок. За межею бідності перебувало 7,2 % осіб, у тому числі 7,3 % дітей у віці до 18 років та 7,9 % осіб у віці 65 років та старших.
Цивільне працевлаштоване населення становило 401 осіб. Основні галузі зайнятості: освіта, охорона здоров'я та соціальна допомога — 24,7 %, виробництво — 14,7 %, будівництво — 12,2 %, роздрібна торгівля — 10,7 %.